# Glyptorhaestus pumilus
Glyptorhaestus pumilus är en stekelart som beskrevs av Hinz 1975. Glyptorhaestus pumilus ingår i släktet Glyptorhaestus och familjen brokparasitsteklar. Arten är reproducerande i Sverige. Inga underarter finns listade i Catalogue of Life.